# Света Параскева (дем Костур)
Света Параскева или Света Петка (на гръцки: Αγία Παρασκευή, Агия Параскеви) е село в Гърция, дем Костур, област Западна Македония, разположено на надморска височина от 709 метра.

## География
Света Параскева е разположена южно от Загоричани, близо до Клисурския пролом, в западното подножие на Синяк, на провинциалния път Костур (Кастория) - Суровичево. Носи името на Загоричанския манастир „Света Петка“, разположен на 1 km югоизточно от него.

## История
Селището е основано през 80-те години на XX век. Съществува като отделно селище от 1991 година, когато е част от тогавашната община Загоричани. Според плана Каликратис, заедно със Загоричани и Бобища съставляват демова секция Загоричани на демова единица Свети Врач от дем Костур и според преброяването от 2011 година има население от 31 жители.
| Година    | 1913 | 1920 | 1928 | 1940 | 1951 | 1961 | 1971 | 1981 | 1991 | 2001 | 2011 | 2021 |
| --------- | ---- | ---- | ---- | ---- | ---- | ---- | ---- | ---- | ---- | ---- | ---- | ---- |
| Население |      |      |      |      |      |      |      |      | 30   | 34   | 31   | 27   |